# Фуса (Норвегия)
Фуса (норв. Fusa) — коммуна в губернии Хордаланн в Норвегии. Административный центр коммуны — город Эйкеланнсусен. Официальный язык коммуны — нюнорск. Население коммуны на 2007 год составляло 3759 чел. Площадь коммуны Фуса — 378,96 км², код-идентификатор — 1241.

## История населения коммуны
Население коммуны за последние 60 лет.

Статистика коммуны Фуса